# عقدة تحت الفك
عقدة تحت الفك هي جزء من الجهاز العصبي الذاتي عند الإنسان، وهي إحدى العقد اللاودية الأربعة في الرأس والرقبة. (العقد الأخرى هي: العقدة الأذنية والعقدة الجناحية الحنكية والعقدة الهدبية)